# Ellen von Rosen
Ellen von Rosen, född 1 november 1930 i Stockholm, är en svensk målare.
Rosen studerade först vid en privat målarskola i Oslo innan hon fortsatte sina konststudier vid Gerlesborgsskolan i Stockholm och Bohuslän. Hennes konst består av porträtt och landskap utförda i akryl eller akvarell samt textilcollage. Rosen finns representerad vid Sörmlands museum, Älvsborgs läns landsting och länsstyrelsen i Göteborg. 